# التنبؤ بالزلازل

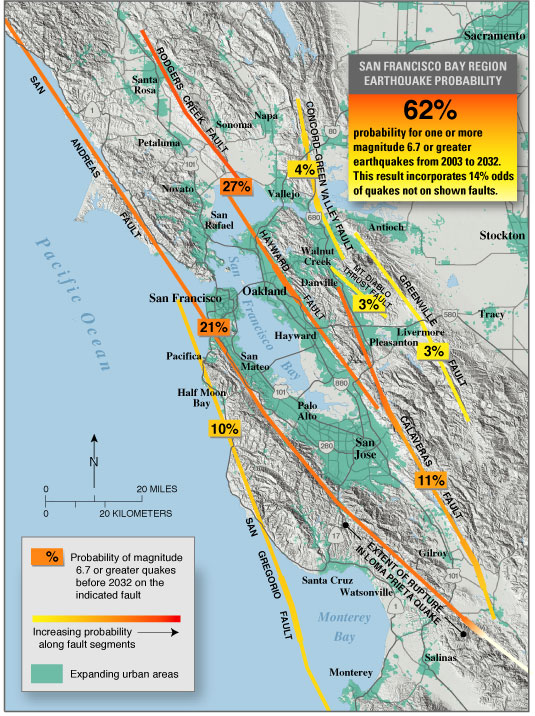

التنبؤ بالزلازل هو فرع من علم الزلازل الذي يعنى بتحديد وقت  و موقع وحجم الزلازل المستقبلية ضمن حدود واضحة ومرسومة، وخصوصًا «تحديد المعلمات لحدوث الزلزال الشديد التالي في الأقليم». يُمَيَّز التنبؤ بالزلزال أحيانًا عن التكهن بالزلزال، الذي يُعرَف بأنه التخمين الاحتمالي لمخاطر العامة للزلازل، تتضمّن تردد وحجم الزلازل المدمرة خلال سنوات أو عقود في منطقة محددة. علاوةً على ذلك، يتميز التنبؤ عن أنظمة التحذير من الزلزال، التي تُزوِّد عند كشفها للزلزال تحذيرًا في الوقت الحقيقي من الثواني للمناطق المجاورة التي يمكن أن تتأثر. كانوا العلماء في سبعينيات القرن الماضي متفائلين بأنه سوف يتم إيجاد طريقة عملية للتنبؤ بالزلازل قريبًا، ولكن عند التسعينيات من القرن الماضي قاد الإخفاق المتواصل إلى التساؤل من قبل العديد في ما إذا كان ذلك ممكنًا حتى. لم تظهر تنبؤات ناجحة بشكل واضح لزلازل كبيرة والإدعاءات القليلة بالنجاح كانت جدلية. على سبيل المثال: الادعاء الأكثر شهرة للتنبؤ الناجح لزلزال هايتشنغ المزعوم عام 1975. ذكرت دراسة لاحقة بأنه لا يوجد هناك تنبؤ صحيح على المدى القصير. أبلغت البحوث واسعة النطاق عن العديد من سوابق الزلازل الممكنة. ولكن، حتى الآن، لم يتم تحديد هذه السوابق بثقة عبر الموازين المكانية والزمانية الهامة. في حين عقّدَ المجتمع العلمي ذلك، مع أخذ السوابق غير الزلزالية بالاعتبار وإعطاء المصادر الكافية لدراستها على نحو واسع، قد يكون التنبؤ ممكنًا، معظم العلماء متشائمون والبعض الآخر يرون أن التنبؤ بالزلازل أمر مستحيل بطبيعته.

## تقييم تنبؤات الزلازل
يعتقد بأن التنبؤات هامة إذا كان بالإمكان أن تظهر ناجحة من غير الصدفة العشوائية. بناءً على ذلك، يتم تجريب طرق الفرضيات الإحصائية لتحديد احتمالية إن الزلزال قد حدث مثلما تم التنبؤ به بأية حال (الفرضية الصفرية). قُيِّمت التنبؤات بعد ذلك بواسطة اختبارها فيما لو إنها ترتبط مع الزلازل الحقيقة أفضل من الفرضية الصفرية.
ومع ذلك، في الكثير من الحالات، لا تتجانس الطبيعة الاحصائية لحدوث الزلازل ببساطة. يحدث التجمع في الزمان والمكان كلاهما. في جنوبي كاليفورنيا حوالي 6% من الزلازل M≥3.0 «يتبعها زلزال بحجم أكبر خلال خمسة أيام وعشرة كم». في مركز إيطاليا 9.5% من الزلازل M≥3.0 يتبعها حدث أكبر خلال 48 ساعة و30 كم. بينما كانت هذه الاحصائيات غير مُرضية لأهداف التنبؤ (إعطاء عشرة إلى عشرين تنبيه خاطئ لكل تنبؤ ناجح) ستحرِّف النتائج لأي تحليل فرض حدوث الزلازل عشوائيًا في الوقت المحدد، على سبيل المثال: كما يدرَك في عملية براوسون. قد تبيَّن أنَّ هناك طريقة «ساذجة» تعتمد فقط على التجمع الذي يمكنه التنبؤ بنجاح حوالي 5% من الزلازل «أفضل كثيرًا من فرصة».
هدف التنبؤ قصير المدى هو لتمكين تدابير الطوارئ للتقليل من الموت والدمار، فشل إعطاء تحذير من زلزال كبير، هذا يحدث، أو على الأقل تقييم كافٍ للخطر، يمكن أن تؤدي إلى مسؤولية قانونية أو حتى التصفية السياسية. على سبيل المثال، أُثبلِغ عن أعضاء الأكاديمية الصينية للعلوم وتصفيتهم «لإهمالهم التنبؤات العلمية لزلزال تانغشتان الكارثي في صيف 1976» واد 1977.بعد زلزال لاكويلا في عام 2009 أُدين بالقتل الخطأ سبعة علماء وفنيين في إيطاليا، لكن ليس بسبب الإخفاق في التنبؤ بزلزال لاكويلا عام 2009 (توفيّ حوالي 300 شخص) مثل إعطاء تأكيد غير ضروري للشعب – أسماها أحد الضحايا (التخدير) – لن يكون هناك زلزال خطير، ومن ثم لا يوجد احتياج لأخذ الاحتياطات. لكن التنبيه من الزلزال الذي لا يحدث يحمِّل تكلفة أيضًا: ليس فقط تكلفة تدابير الطوارئ بأنفسهم، ولكن من الإخلال المدني والاقتصادي. الإنذارات الخاطئة، تتضمن الإنذارات التي أُلغيَّت، تقويض مصداقية التنبيهات المستقبلية أيضًا وفعاليتها بهذه الطريقة. أُبلغَ في عام 1999، عن سايكسا (Saegusa 1999) بأنَّ الصين أدخَلت «قوانين صارمة مُعدة للقضاء على التنبيهات الخاطئة لأجل منع الهلع والإخلاء الجماعي للمدن التي أثارتها توقعات الهزات الكبيرة» كان هذا بعد الحث بواسطة«أكثر من ثلاثين تنبيه غير رسمي للزلازل...في الثلاث سنين الماضية، لا شيء منها كان دقيق». تعتمد المقايضة المقبولة بين الزلازل الفائتة والإنذارات الخاطئة على التقدير المجتمعي لهذه النتائج. يجب النظر في معدل حدوث كلاهما عندما يتم تقييم أي طريقة تنبؤ.
أُجريت في عام 1997 دراسة لنسبة فائدة الكلفة من بحوث تنبؤ الزلازل في اليونان، اقترح ستاثيس ستيروس ((Stathis Stiros إن طريقة التنبؤ (الافتراضية) الممتازة سوف تكون منفعتها الاجتماعية ذات موضع شك كذلك، بسبب "الإخلاء المنظم للمراكز المدنية بعيد الاحتمال عن كونهِ أُنجِزَ بنجاح"، بينما "يُمكن توقع الهلع والآثار الجانبية الأخرى غير المرغوب بها أيضًا". "وجدَ أنَّ الزلازل تقتل أقل من عشر أشخاص لكل سنة في اليونان (كمعدل)، وإنَّ حدوث تلك الوفيات يكون معظمه في المباني الكبيرة ذات المشاكل الهيكلية المعروفة. من ثم أعلن ستيروس بأنها سوف تكون فعالة من حيث التكلفة بصورة أكثر من ذلك بكثير لتركيز الجهود على تمييز وتحديث المباني غير آمنة. منذ أن وصل عدد الموتى لأكثر من 2300 على الطرق السريعة لليونان كمعدل لكل سنة، جادل بأنه سوف يتم الحفاظ على المزيد من الأرواح أيضًا إذا تم استخدام ميزانية اليونان كلها لسلامة الشوارع والطرق السريعة بدلًا من التنبؤ بالزلزال.

## طرق التنبؤ
تنبؤ الزلزال هو علم غير ناضج- لم يقد إلى تنبؤ ناجح لزلزال من المبادئ الفيزيائية الأولى حتى الآن. بناءً على ذلك، ركزَ البحث في طرق التنبؤ على التحليل التجريبي، مع اثنين من النهج العام: أما تحديد سوابق الزلازل المميزة، أو تحديد نوع من النزعة الجيوفيزيائية أو نموذج زلزالي الذي يمكن أن يسبق الزلزال الكبير. تَعقُب طرق السوابق إلى حد كبير من أجل منفعتها الممكنة لتنبؤ الزلزال أو الإنذار به على المدى القصير، بينما فكرَ أن طرق «النزعة» تكون مفيدة عموماً للإنذار، تنبؤ طويل المدى (جدول زمني من عشرة إلى مئة سنة) أو تنبؤ متوسط المدى (جدول زمني سنة إلى عشر سنوات).

### السوابق
قد تعطي ظاهرة سوابق الزلازل الشاذة تنبيهًا فعالًا لزلزال قريب، هذه التقارير- رغم أنها معروفة عمومًا فقط على هذا النحو بعد الحدث- العدد بالآلاف، بعضها يعود إلى العصور القديمة. كان في الأدب العلمي حوالي 400 تقرير عن السوابق الممكنة، تقريبًا من عشرين نوعًا مختلفًا. إدارة سلسلة كاملة من علم الجو إلى علم الحيوان. لم يُعثر على شيء يكون موثوق لأغراض التنبؤ بالزلزال.
إلتمست آي إيه أس بّي إي آي (IASPEI) ترشيحات في بداية عام 1990، للحصول على قائمة تمهيدية للسوابق الهامة. قُدِم أربعين ترشيحًا، تم تحديد خمسة منها كسوابق هامة محتملة، يرتكز اثنين منهم على مراقبة مفردة لكل منهما.
بعد مراجعة الأدب العلمي الحاسمة، ختمت اللجنة الدولية للإنذار بالزلازل والحماية المدنية آي إي أف سي (IEFC) في عام 2011 كان هناك «مجال كبير للتحسينات المنهجية في هذا النوع من البحث». خصوصًا، تناقض العديد من حالات السوابق التي تم الإبلاغ عنها، نقص في قياس المدى، أو غير ملائمين بشكل عام لتقييم إحصائي دقيق. انحازت النتائج المنشورة نحو النتائج الإيجابية، لذلك نسبة السلبيات الكاذبة غير واضحة (زلزال ولكن بدون إشارة تمهيدية).

#### سلوك الحيوان
كان هناك لعدة قرون روايات قصصية عن شذوذ السلوك الحيواني السابق والمرتبط مع الزلازل. في الحالات التي تَعرُض فيها الحيوانات سلوكًا غير اعتيادي في بضع عشرات من الثواني قبل الزلزال، أُقتِرحَ إنهم يستجيبون للموجة- بّي (P-wave). تنتقل هذه من خلال الأرض حوالي مرتين أسرع من موجات - أس (S-waves) التي تسبب اهتزاز حاد. هم لا يتنبؤون نفس الزلزال __ الذي حدث فعلًا __ لكن فقط الوصول القريب لموجات أس الأكثر تدميرًا. قد اقترح أيضًا أنَّ ساعات السلوك غير الاعتيادي أو حتى الأيام السالفة يمكن أن تُثار بواسطة فعالية الهزة والتي تكون بأحجام لا ينتبه لها معظم الناس. يوجد عامل مربك آخر في حسابات الظاهرة غير الاعتيادية وهو الميلان وهذا يعود إلى «الذاكرة الومضية»: بطريقة أخرى تفاصيل غير ملحوظة تكون أكثر بروزًا وأهمية عندما ترتبط مع حدث قوي مؤثر مثل الزلزال. حاولت دراسة أن تسيطر على هذه الأنواع من العوامل الموجودة التي تزيد السلوك الحيواني غير الاعتيادي (ربما تُثار بواسطة الصدمات) في حالة واحدة، لكن ليس في الحالات الأربعة الأخرى التي على ما يبدو تشابه الزلازل.

#### اتساع-انتشار
اعتُبِرَت فرضية اتساع- انتشار في سبعينيات القرن العشرين على إنها تقدم أساسًا فيزيائيًا للظواهر المتنوعة التي ينظر إليها على إنها سوابق زلزالية محتملة. ارتكزت على "أدلة رصينة ومتكررة" اختبرت الصخور البلورية شديدة التوتر من التجارب المختبرية تغيير في الحجم أو توسع، الذي يسبب تغييرات في المميزات الأخرى، مثل السرعة الزلزالية والمقاومة الكهربائية وحتى ارتفاع سمات سطح الأرض على نطاق واسع. كان يُعتَقد حدوث هذا في "مرحلة إعدادية" قبل الزلزال فقط، ويمكن أنَّ المراقبة الملائمة من ثم التحذير من زلزال قريب. كان اكتشاف التغيرات في السرعات النسبية للموجات الزلزالية الابتدائية والثانوية - معبرًا عنه بالصيغة Vp/Vs - عندما تمر هذه الموجات من خلال منطقة معينة هو الأساس لتنبؤ بحيرة بلو ماونتن (أن واي) عام 1973 وزلزال ريفّرسايد (سي إيه) عام 1974. كانت هذه التنبؤات رغم أنها غير رسمية وحتى مبتذلة، كان نجاحها الظاهري يُعتبر كتأكيد لكلًا من التوسع ووجود عملية إعدادية، أدى بعد ذلك إلى ما يسمى "تعبيرات مفرطة التفاؤل" نجاح ذلك التنبؤ بالزلزال "يبدو إنه سيكون ضمن حدود الواقع العملي." ومع ذلك، إستفهمت الكثير من الدراسات عن هذه النتائج، وقد وهنت الفرضية أخيرًا. أعلنت دراسة تالية بأنها "فشلت لأسباب عديدة، ترتبط بصورة عامة مع شرعية الافتراضات التي اعتمدت عليها"، تتضمن افتراض أنَّ نتائج المختبر يمكن رفع مستواها إلى العالم الحقيقي." انحياز عامل آخر للتطلع إلى الوراء في انتقاء المعايير. أوضحت دراسات أخرى أن الإيساع يكون ضئيل للغاية وهذا ما استنتجه ماين وآخرون في عام 2012: " يشير مفهوم "منطقة الإعداد" واسعة النطاق إلى الحجم المرجح للحدث المستقبلي، يبقى غير مادي مثله مثل الأثير الذي لم يكتشف في تجربة مايكلسون مورلي."

#### التغييرات في Vp/Vs (فّي بّي/ فّي أس)
فّي بّي (Vp) هو رمز للسرعة الموجية الزلزالية بّي "P" (الابتدائية أو الضغط) تجتاز الصخور، في حين Vs هو رمز للسرعة الموجية أس "s" (الثانوية أو الجز). أوضحت التجارب المختبرية على نطاق صغير أنَّ النسبة بين هاتين السرعتين المتمثلة ب فّي بّي/ فّي أس تتغير عندما تكون الصخرة قريبة من نقطة التكسير. في سبعينيات القرن العشرين، أُعتُبِرَ إنجازًا مرجحًا عندما ذكرَ علماء الزلازل الروس مراقبة مثل هذه التغييرات (حُسِمت لاحقًا) في منطقة الزلزال التالي. يُعزى هذا التأثير بالإضافة إلى السوابق الممكنة الأخرى إلى الإتساع، عندما تتمدد (تتوسَّع)الصخور قليلًا من نقطة التكسير. قادت دراسة هذه الظاهرة بالقرب من بحيرة بلو ماونتن في ولاية نيويورك إلى نجاح التنبؤ ولو كان غير رسمي في عام 1973، وكان الفضل للتنبؤ بزلزال ريفّرسايد (سي إيه) عام 1974. ومع ذلك، لم تعقبها نجاحات إضافية، وقد اقترح إنَّ هذه التنبؤات كانت ضربات حظ. كان فّي بّي/فّي أس الشاذ أساس تنبؤ زلزال عام 1976 من 5,5 أم إلى 5,6 قرب لوس انجلوس، الذي فشل حدوثه. تعوُّل الدراسات الأخرى على انفجارات المحاجر (محددة أكثر وقابلة للتكرار) لا توجد هذه الاختلافات، في حين وجدَت تحاليل لزلزالين في كاليفورنيا أنَّ الاختلافات التي أُبلِغ عنها كانت من المحتمل إنها بسبب عوامل أخرى، تتضمن اختيار التطلع إلى الوراء من المعطيات. أبلغ جيلر الشهير أنَّ تقارير التغييرات الهامة للسرعة قد توقفت منذ عام 1997.

#### انبعاثات الرادون
تتضمن أغلب الصخور كمية قليلة من الغازات التي يمكن تمييزها نظريًا عن غازات الغلاف الجوي الطبيعية. هناك تقارير لتصاعد تراكيز هذه الغازات قبل حدوث زلزال كبير; قد يُعزى هذا إلى الإطلاق بسبب التوتر قبل الزلزالي أو تكسير الصخور. أحد هذه الغازات هو غاز الرادون، الذي نتجَ بواسطة الانحلال الإشعاعي النشاط لكميات ضئيلة من اليورانيوم في أغلب الصخور. ينفع الرادون كمُتَنبَئ بالزلزال بسبب أنه إشعاعي النشاط ويُكشَف بسهولة هكذا، ويجعل نصف عمره القصير (8,3 أيام) مستويات الرادون على المدى القصير تكون حساسة للتقلبات. في عام 2009، وجدت مراجعة 125 تقريرًا عن التغييرات في انبعاثات الرادون قبل 86 زلزالًا منذ عام 1966. لكن وجدت آي سي إي أف (ICEF) في المراجعة، إن الزلازل التي ربما ترتبط معها هذه التغييرات قد كانت على بعد ألف كيلومتر، بعد أشهر لاحقة، وعلى جميع الأحجام. في بعض الحالات، تم مراقبة الشذوذ في موقع بعيد، لكن ليس في مواقع أقرب. وجدت آي سي إي أف «ارتباط غيرهام.» إستنتجت مراجعة أخرى إنّهَ في بعض الحالات تكون التغييرات في مستويات الرادون تسبق الزلزال لكن الترابط لم يكن مؤكد بصورة راسخة حتى الآن.

#### الشذوذ الكهرومغناطيسي
ترجع مراقبة الاضطرابات الكهرومغناطيسية ونسبها إلى فشل عملية الزلزال إلى ما بعد زلزال لشبونة العظيم عام 1975، لكن بصورة عملية فإن جميع المراقبات قبل منتصف ستينيات القرن العشرين باطلة لأن الأدوات المستعملة كانت حساسة للحركة المادية. منذ ذلك الحين تُنسب الظواهر الكهربائية الشاذة، المقاومة الكهربائية والظواهر المغناطيسية المختلفة إلى الإجهاد المسبق والتغييرات في الإجهاد الذي سبق الزلازل، مما أدى إلى زيادة الآمال لإيجاد سابق زلزال موثوق. في حين إكتسب عدد قليل من الباحثين اهتمامًا كبيرًا إما بنظريات عن كيفية توليد مثل هذه الظواهر أو إدعائهم برصد مثل هذه الظواهر في وقت سابق من وقوع الزلزال، لم تبرهن مثل هذه الظواهر لأن تكون سوابق حقيقية.
في مراجعة لعام 2011 وُجِدَ أنَّ السوابق الكهرومغناطيسية «الأكثر إقناعًا» هي الشذوذ المغناطيسي يو إل أف (ULF)، مثل حدث كوراليتوس (المناقش أدناه) الذي دوِّنَ قبل زلزال لوما بريتا عام 1989. ومع ذلك، يُعتقَد الآن أنَّ المراقبة كانت تُعطل النظام. رُصِدَ زلزال باركفيلد عام 2004 عن كثب ولم تجد دراسة عنه أي دليل لإشارات كهرومغناطيسية تمهيدية لأي نوع: علاوة على ذلك، عرضت دراسة أنَّ مقادير الزلازل الأقل من خمسة لا تنتج إشارات عابرة هامة. فكرت اللجنة الدولية للإنذار بالزلازل والحماية المدنية آي سي إي أف في البحث عن أسلاف مفيدة لم تنجح.

#### الإشارات الكهربائية الزلزالية فّي إيه أن (VAN)
المطالبة الأكثر وصفًا والأكثر انتقادًا من السوابق الكهرومغناطيسية هي طريقة فّي إيه أن لأساتذة الفيزياء بايانوتس فاروتسوس، كيسار اليكسوبولوس وكونستانتين نوميكوس (فّي إيه أن) من جامعة أثينا. ادعوا في بحث عام 1981 إنه بواسطة قياس الفولتية الأرضية الكهربائية- التي تسمى «الإشارات الزلزالية الكهربائية» أس إي أس (SES) – يمكنهم توقع زلازل بمقدار أكبر من 8,2 داخل كل اليونان يصل إلى سبع ساعات مسبقة. ادعوا في عام 1984 أنَّ هناك «مراسلات فردية» بين أس إي أس والزلازل – هذا هو، أنَّ «يسبق كل إي كيو (EQ)  كبير المقدار أس إي أس وعكسيًا كل أس إي أس يعقبه دائمًا إي كيو وبواسطة مقدار ومركز إي كيو يمكن التنبؤ بنحو موثوق» – تبدأ بالظهور أس إي أس بين 6 و115 ساعة قبل الزلزال. كإثبات لطريقتهم التي زعموا فيها سلسلة من التنبؤات الناجحة. رغم أنَّ تقريرهم «رُحِب به من قِبَل البعض على إنه تقدم كبير في المعرفة» – أحد الداعمين المتحمسين أويدا (Uyeda) ذكر في قوله «فّي إيه أن هو أكبر اختراع منذ زمن أرخميدس» – من بين علماء الزلازل تم إستقباله بواسطة "موجة شكوك معممة."
أُعطِيَ بحث قَدَّمَه فّي إيه أس عام 1996 إلى مجلة رسائل البحوث الجيوفيزيائية إستعراضًا نظيرًا شعبيًا لا مثيل له من قبل مجموعة كبيرة من النظراء، مع إصدار البحث والمراجعات في عدد خاص: وجد أكثرية المراجعين إنَّ طرق فّي إيه كانت معيبة. بسبب النقد الإضافي الذي أُثيرَ في نفس السنة في مناقشة عامة بين بعض النظراء. كان النقد الأولي هو أنَّ غير محتملة من الناحية الجيوفيزيائية وغير صحيحة من الناحية العلمية. تضمنت المعارضات الإضافية زيف يمكن إثباته من العلاقة الفردية بين الزلازل وأس إي أس، أرجحية العملية الإعدادية لتوليد إشارات أقوى من أي مراقبة من الزلازل الحقيقية، وأرجحية قوية جدًا أنَّ الإشارات من صنع الإنسان.
تتبع المزيد من العمل في اليونان «إشارات كهربائية شاذة عابرة» مثل أس إي أس تعود إلى مصادر بشرية معينة، وُجِدَ أنَّ هذه الإشارات لم تستبعد بواسطة المقاييس المستخدمة من قِبل  لتعيين أس إي أس. شرعية طريقة فّي إيه أن، ومن ثم المغزى التنبؤي ل أس إي أس ارتكز في المقام الأول على الادعاء التجريبي لشرج النجاح التنبؤي. كُشِف عن ضعف كثير في منهجية قِبل فّي إيه أن، وفي عام 2011، لا يمكن تأييد ادعاء قدرة التنبؤ بواسطة فّي إيه أن. اعتبر معظم علماء الزلازل كانت فّي إيه أن «فضيحة مدوية.»

#### شذوذ كوراليتوس
شذوذ كوراليتوس عام 1989يكون على الأرجح هو الحدث الزلزالي – الكهرومغناطيسي الأكثر شهرة على الإطلاق، وواحد من معظم الأمثلة تكرارًا التي أُستُشهِدَ بها بشأن سوابق الزلازل الممكنة. في الشهر السابق لقياسات لزلزال لوما بريتا عام 1989 بدأت قياسات الزلزال للمجال المغناطيسي الأرضي عند الترددات المنخفضة جدًا بواسطة مقياس المغناطيسية في كوراليتوس/ كاليفورنيا وعلى بعد 7كم فقط من مركز الزلزال القريب بإظهار ارتفاعات شاذة في السعة. ارتفعت القياسات قبل ثلاث ساعات فقط قبل الزلزال إلى حوالي ثلاثين مرة أكبر من الطبيعي، مع نقص تدريجي في السعة بعد الزلزال. لم تُرى هذه السعات منذ عامين من العملية، ولا في جهاز مشابه يقع على بعد 45 كم. إقترح الكثير من الناس إنَّ هذا الموقع الظاهر في الزمان والمكان مترابط مع الزلزال. نُشِرت مقاييس إضافية عبر شماليّ وجنوبيّ كاليفورنيا، لكن بعد عشر سنوات، والعديد من الزلازل كبيرة، لم تُلاحظ إشارات مشابهة. أثارت الدراسات الجديدة المزيد الشكوك حول الصلة، تُعزى إشارات كوراليتوس إلى اضطرابات مغناطيسية أخرى غير مرتبطة أو ببساطة أكثر إلى عطل نظام الاستشعار.

#### فيزياء فرويند (Freund)
عثر فريدمان فرويند في بحوثه بشأن الفيزياء البلورية إنَّ جزيئات الماء الراسخة في الصخرة يمكن أن تُفكك إلى أيونات إذا كانت الصخرة تحت ضغط حاد. ناقلات الشحنة الناتجة يمكنها توليد تيارات البطارية تحت شروط معينة. أشار فرويند أنه لعل هذه التيارات يمكن أن تكون مسؤولة عن أسلاف الزلازل مثل الإشعاع الكهرومغناطيسي، أضواء الزلزال واضطرابات البلازما في الأينوسفير. عُرِفَت دراسة هذه التيارات والتفاعلات باسم «فيزياء فرويند.» رفض أغلب علماء الزلازل اقتراح فرويند إنَّ الإشارات المتولدة عن الضغط يمكن أن تُكتشف وتستخدم كأسلاف، لعدة أسباب. أولًا، يُعتقَد أنَّ الضغط لا يتجمع بسرعة قبل الزلزال الكبير، وهكذا لا يوجد سبب لتوقع توليد تيارات كبيرة بسرعة. ثانيًا، بحث علماء الزلازل على نحو واسع عن السوابق الكهربائية الموثوقة إحصائيًا، باستخدام وسائل متطورة ولم يتم تحديد أي من هذه السوابق. وثالثًا، الماء في قشرة الأرض يمكن أن يسبب امتصاص لأي تيارات ناتجة قبل بلوغها السطح.

### نزعات (اتجاهات)
عوضًا عن مراقبة الظواهر الغريبة التي يمكن أن تكون علامات منذرة بزلزال على وشك الحدوث، تبحث المناهج الأخرى للتنبؤ بالزلازل عن نزعات أو نماذج والتي تقود إلى حدوث زلزال. ولأن هذه النزعات قد تكون معقدة ومتضمنة للعديد من المتغيرات، لذلك غالبًا ما تكون التقنيات الاحصائية المتقدمة مطلوبة لفهمها، لذلك تسمى هذه المناهج في بعض الاحيان بالمناهج الاحصائية. تتجه هذه المناهج كذلك لأن تكون أكثر احتمالية، وأن تمتلك فترات زمنية أكبر، وبذلك فهي تدمج في تكهن الزلزال.

#### ارتداد مرن
حتى أصلب الصخور ليست صلبة على نحو تام. بإعطاء قوة كبيرة (كان تكون بي صفيحتين تكتونيتين ضخمتين تتحركان باتجاه بعضهما البعض) سوف تلتوي قشرة الأرض أو تتشوه. طبقًا لنظرية الارتداد المرن لريد (1910)، أخيرًا سيصبح التشوه (التوتر) كبيرًا بما يكفي لكسر شيءٍ ما، عادًة عند وجود صدع. يمنح الانزلاق على امتداد الكسر (زلزال) الصخرة على كلا الجانبين الارتداد إلى أقل حالة من التشوه. بهذه الطريقة ستنطلق الطاقة بأشكال مختلفة، متضمنة الموجات الزلزالية. تكون دورة القوة التكتونية متراكمة بتشوه مرن وتتحرر بارتداد مفاجيء ثم تتكرر بعدها. بما أنَّ الإزاحة الناتجة من زلزال واحد تتراوح من أقل من متر إلى حوالي 10 أمتار (لزلزال بقوة 8 أم)، إنَّ إثبات وجود إزاحات انزلاق كبيرة لمئات الأميال تعرض وجود دورة زلزال طويلة المدى.

#### الزلازل الخاصة
إتضح إنَّ أكثر صدوع الزلازل التي تمت دراستها (مثل صدع نانكاي ميغاثروست، صدع وازاتش وسان أندرياس صدع) تمتلك أقسام بارزة. يسلم نموذج الزلزال البارز بإنَّ الزلازل تكون عمومًا مقيدة ضمن هذه الأقسام. ولأن أطوال هذه الاقسام وخصائص أخرى تكون ثابتة، لذا فإنَّ الزلازل التي تفتق الصدع بأكمله يجب أن يمتلك صفات مميزة متشابهة. وهي تتضمن الحجم الأقصى (والذي يتحدد بطول الفتق)، وكمية الأجهاد المتراكم المطلوب لفتق قسم الصدع. ولأن حركات الصفيحة المستمرة تؤدي بالإجهاد إلى التراكم بشكل مطرد، لذا فإنَّ الفعالية الزلزالية على قسم معين يجب أن يسيطر عليها من قبل الزلازل التي تمتلك صفات مميزة متشابهة والتي تتكرر بفترات زمنية منتظمة بعض الشيء. ولقسم صدع معين، فإنَّ تمييز هذه الزلازل الخاصة وتوقيت معدل تكرار حدوثها (أو بالعكس فترة الرجوع) بناءًا على ذلك يجب أن يعلمنا بالفتق التالي؛ وهذا النهج عمومًا يستخدم في التكهن بالمخاطر الزلزالية. يعتبر يو سي إي آرأف 3 (UCERF3) مثاًلا جديرًا بالذكر لمثل هذه التكهنات، المعدة لولاية كاليفورنيا. تستخدم فترات الرجوع كذلك للتكهن بأحداث نادرة أخرى، مثل الأعاصير والفيضانات، ويفترض إنَّ التواتر المستقبلي سوف يكون مماثلًا للتواتر الملحوظ حتى هذا التاريخ.
كان المبدأ الأساسي لتنبؤ باركفيلد هو فكرة الزلازل الخاصة: أشارت الزلازل المتماثلة تمامًا في الأعوام 1857، 1881، 1901، 1922، 1934 و1966 إلى نمط من التقطعات كل 21.9 عامًا، مع انحراف قياسي بمقدار ± 3.1 عامًا. أرشد الأستقراء من حدث 1966 إلى التنبؤ بحدوث زلزال حوالي عام 1988، أو على أبعد تقدير قبل عام 1993 (عند فاصل الثقة 95%). إنَّ إغراء هذه الطريقة يكون في إنَّ التنبؤ يشتق بالكامل من النزعة، والتي ربما تعلل فيزياء الزلازل غير المعروفة وربما التي لاسبيل لمعرفتها ومعلمات الصدع. مع ذلك، في حالة زلزال باركفيلد فإنَّ الزلزال المتنبئ به لم يحدث حتى عام 2004، متأخرًا بعقد. هذا يخفض جديًا الإدعاء بأنَّ الزلازل عند باركفيلد تكون شبه دورية، ويقترح بإن الأحداث المنفردة تختلف بشكل كافٍ في جوانب أخرى للإجابة عن سؤال كونها تمتلك صفات مميزة مختلفة مشتركة.
أثار إخفاق تنبؤ باركفيلد الشك بصحة نموذج الزلزال الخاص نفسه. شككت بعض الدراسات بالافتراضات المختلفة، بضمنها الافتراض الرئيسي الذي ينص على أنَّ الزلازل تكون مقيدة ضمن القسم، واقترحت إنَّ «الزلازل الخاصة» يمكن أن تكون نتاج صنعي من انحياز الانتقاء وقصر الارشيف الزلزالي (نسبةً إلى دورات الزلزال). تدارست دراسات أخرى فيما لو ان هناك عوامل أخرى تحتاج ان تؤخذ بالاعتبار، مثل عمر الصدع. وسواء أكان فتق الزلزال أكثر تقييدًا بشكلٍ عام ضمن القسم (كما يشاهد غالبًا)، أو قد قطع حدود القسم (شوهد أيضًا)، فهو يمتلك احتمال مباشر على درجة خطورة الزلزال: والزلازل تكون أكبر عندما تنكسر أقسام متعددة، ولكن عند تسكين الضغط أكثر فان هذه الزلازل سوف تحدث بصورة أقل غالبًا.

#### الثغرات الزلزالية
عند التلامس بين صفيحتين تكتونيتين تنزلقان فوق بعضهما البعض فإنَّ كل قسم يجب عليه أن ينزلق في النهاية، (على المدى الطويل) لا تترك شيء ورائها. لكنها لا تنزلق جميعها في نفس الوقت؛ سيحدث انزلاق أقسام مختلفة في أطوار مختلفة من دورة تراكم التوتر (التشوه) والارتداد المفاجئ. في نموذج الثغرة الزلزالية فإن «الزلزال الكبير التالي» يجب ألا نتوقع حدوثه في الأقسام التي خففت فيها الفعالية الزلزالية الحديثة من التوتر، لكن تحدث في الثغرات المتخللة التي يكون فيها التوتر غير المخفف هو الأكبر. هذا النموذج يمتلك إغراء بديهي؛ ويستخدم في التكهنات طويلة الأمد، وكان الأساس لمجموعة من التكهنات المتعلقة بالمحيط الهاديء (حافة المحيط الهاديء) في الأعوام 1979 و1989-1991.
مع ذلك، فإن بعض من الافتراضات الضمنية حول الثغرات الزلزالية تعرف الآن بكونها خاطئة. يقترح الفحص القريب بإنه «ربما ايس هناك معلومات في الثغرات الزلزالية حول وقت الحدوث أو مقدار حجم الحدث التالي في تلك المنطقة»؛ تظهر الفحوصات الإحصائية للتكهنات المتعلقة بالمحيط الهاديء أنَّ نموذج الثغرة الزلزالية «لا يتنبأ بالزلازل الكبيرة بصورة جيدة». إستنتجت دراسة أُخرى بأن فترة الهدوء الطويلة لم تزد احتمالية حدوث الزلزال.

#### النماذج الزلزالية
طوِرَت الحلول الحسابية المختلفة المستمدة تجريبيًا إلى تنبؤ الزلازل. على الأرجح المعروفة على نطاق واسع هي عائلة الحلول الحسابية أم 8 (تتضمن طريقة آر تي بّي) تحت قيادة فلادمير كيليس - بوروك (Vladimir Keilis-Borok). قضايا تنبيه أم 8 «وقت زيادة الاحتمالية» تي آي بّي لحدوث زلزال كبير بحجم محدد عند مراقبة نماذج محددة من الزلازل الصغيرة. تغطي تي آي بّي أس بشكل عام مساحات كبيرة (تصل إلى ألف كيلومتر) لمدة خمس سنوات. جعلت هذه المعاملات الكبيرة أم 8 جدلية، من الصعب تحديد إذا كانت الضربات قد حدثت بتنبؤ متقن أو حصيلة صدفة فقط.
حصلت أم 8 على اهتمام ضخم عندما حدثت زلازل سان سيميون (San Simeon) وهوكايدو (Hokkaido) في عام 2003 ضمن آي تي بّي. نُشِرت في عام 1999 مجموعة من كيليس – بوروك مُدعية أنها حققت نتائج إحصائية ناجحة على المدى المتوسط باستخدام نماذج أم 8 وأم أس سي (MSc) بقدر ما تعتبر الزلازل الكبيرة في جميع أنحاء العالم. ومع ذلك، جيلر وآخرون مرتابين من ادعاءات التنبؤ خلال أي مدة أقصر من ثلاثين سنة. لم يُنجَز نشر تي آي بّي على نطاق واسع لزلزال 6,4 أم في جنوبي كاليفورنيا عام 2004، ولا اثنين آخرين من آي تي بّي أس أقل معرفة. وجدت دراسة عميقة لطريقة آر تي بّي في عام 2008 إنه من بين عشرين تحذير فإنَّ اثنين فقط يمكن اعتبارهما يضربان (وواحد من هؤلاء امتلك فرصة بمقدار 60% للحدوث على أية حال). واُختُتِمت بأن "آر تي بّي لا تختلف بشكل كبير عن الطريقة البسيطة للتخمين التي تعتمد النسبة التاريخية للزلازل.
تسارع إطلاق العزم (إيه أم آر، «العزم» يكون هو قياس الطاقة الزلزالية)، والتي تعرف بتحاليل وقت الفشل أيضًا، أو تسريع إطلاق العزم الزلزالي إيه أس أم آر (ASMR)، ترتكز المراقبات على أن فعالية الهزة قبل الزلزال الكبير لم ترتفع فقط، لكن ارتفعت بنسبة أُسية. بعبارة أخرى فإن رسم العدد التراكمي للهزات سيأخذ بالانحدار الشديد قبل الهزة الرئيسية تمامًا.
التشكيل الآتي بواسطة بومان وآخرون (Bowman) لفرضيات قابلة للاختبار وعدد من التقارير الإيجابية، رغم المشاكل العديدة يبدو إيه أم آر مُبشرًا. لم تُكشَف القضايا المعروفة المدرجة لكل المواقع والأحداث، وصعوبة إبراز وقت الحدوث الصحيح عندما تكون نهاية المنعطف شديدة الانحدار. لكن عرضت الاختبارات الدقيقة أن اتجاهات إيه أم آر من المحتمل نتجت من كيفية إنجاز المعطيات الملائمة، والإخفاق في اعتبار التجميع الزماني والمكاني للزلازل. ومن ثم اتجاهات إيه أم آر تافهة إحصائيًا. إنخفضت فائدة إيه أم آر (كما حكم عليها بعدد من البحوث المستعرضة من قِبل النظراء) منذ 2004.

## تنبؤات جديرة بالذكر
وهي تنبؤات أو توكيدات للتنبؤات التي تكون جديرة بالذكر إما علميًا أو بسبب السمعة العمومية، وتوكيد قواعد علمية أو شبه علمية. بما إنَّ الكثير من التنبؤات تكون محفوظة سرًّا وتصبح بارزة فقط عندما تُطلب، ربما يكون هنالك انحياز في الاختيارين أن يضرب حاصلًا على اهتمام أكثر من أن يخطئ. نُوقِشَت التنبؤات المسجلة هنا في كتاب هوف وبحث غيلر.

### 1975: هايتشينغ، الصين
يعتبر زلزال م 7.3 1975هايتشينغ (M 7.3 1975 Haicheng) هوأكثر "نجاح" بتنبؤ الزلازل تم الإستشهاد به على نحو واسع. قادت الدراسة حول الفعالية الزلزالية في إقليم السلطات الصينية إلى نشر تنبؤات متوسطة المدة في حزيران عام 1974. بناءًا على ذلك طلبت السلطات السياسية أخذ شتى التدابير، متضمنًة إخلاء المنازل بالقوة، بناء "مباني بسيطة في الخارج" وعرض أفلام في الهواء الطلق. الزلزال الذي ضرب عند الساعة 19:36 كان قويًا كفايًة لهدمِ أو إتلافٍ على نحو خطير لحوالي نصف المنازل. لكن مع إنَّ زلزال كبير قد حدث، كان هناك بعض الشكوكية حول قصة التدابير المأخوذة اعتمادا على الوقت الملائم. حدثت هذه الحالة أثناء الثورة الحضارية، حينما "جُعِل الاعتقاد بتنبؤ الزلازل مبدًأ للعقيدة الأيديولوجية التي فرّقت بين الحزبيين الحقيقيين المستقيمين عن الجناح اليميني المتطرف.
حفظ السجلات كان فوضويًا، جاعلًا إثبات التفاصيل صعبًا، متضمنًا إن كان هنالك أيُّ أمرٍ بالأخلاء. لم يخصص الأسلوب المستعمل لكلا التنبؤات متوسطة المدة أو قصيرة المدة (بطريقة أخرى «الخط الثوري للرئيس ماو»). قد يكون إخلاء المنازل عفويًا بعد الهزة القوية (م 4.7) التي تحدث قبل يوم. أجري بحث في عام 2006 ممتلكًا منفذًا لنطاق شامل من التسجيلات فوجد أن التنبؤات كانت ناقصة. «خاصًة إنه لم يكن هناك توقع قصير المدة رسمي، مع إنَّ هكذا تنبؤ قد قُدِّم من قبل علماء أفذاذ». كذلك: «الهزات لوحدها هي من قادت لإتخاذ القرارات النهائية بالتنبيه وإخلاء المنازل». لقد قدَّروا بأن حياة 2041 شخصًا قد فُقِدت. يعزى سبب إنَّ عددًا أكبر من الأشخاص لم يموتوا إلى عدد من الظروف غير المتوقعة، متضمنتًة تعليم الزلازل بالأشهر الماضية (محثوثًا بالفعالية الزلزالية العالية)، المبادرة المحلية، توقيت الحدوث (الحدوث عندما لا يكون الناس في العمل ولا نائمين) ونمط البنية المحلية. يستنتج الباحثون إنَّ مع كونه غير مرضي كتنبؤ، «إلأ أنه كان محاولة للتنبؤ بزلزال أكبر والذي للمرة الأولى لم يختتم بالفشل الفعلي».

### 1981: ليما (Lima)، بيرو (بريدي)
إستنتج برايان برادي، فيزيائي في مكتب المناجم الأمريكي، في عام 1976 عند دراسته لكيفية تكسر الصخور "مجموعة من أربعة أبحاث عن نظرية الزلازل مع استنباط إنَّ بناء التوتر في منطقة الاندثار] قبالة شواطئ بيرو[ ربما ينشأ عنه زلزال كبير الحجم ضمن مدة بحدود من سبعة إلى أربعة عشر عامًا منذ منتصف شهر تشرين الثاني لعام 1974. قام بتحديد الإطار الزمني إلى "تشرين الأول إلى تشرين الثاني، لعام 1981" في مذكرة داخلية كتبت في حزيران عام 1978، مصحوبة بهزة رئيسية بحدود 9.2±0.2. أبلغ في مذكرة عام 1980 عن إنه حدد "منتصف أيلول عام 1980". نوقش هذا الإبلاغ في المؤتمر العلمي المقام في سان خوان، الأرجنتين، في تشرين الأول عام 1980، عندما قدم دبليو. سبينس، زميل برادي، بحثًا. إلتقى برادي وسبينس بعد ذلك موظفون حكوميون تابعون للولايات المتحدة وبيرو في يوم 29 من تشرين الأول و"تكهنوا بحدوث مجموعة من الزلازل الكبيرة الحجم في النصف الثاني من عام "1981. أصبح هذا التنبؤ مشهورًا إلى حدٍ بعيد في بيرو، بعد ما نعتته السفارة الأمريكية "العناوين الرئيسية المثيرة للصفحات الأولى والتي نشرت في أغلب الصحف اليومية" في 26 كانون الثاني، عام 1981.
أعلن المجلس القومي الأمريكي لتقييم تنبؤ الزلازل (أن إي بِّي إي سي) في 27 كانون الثاني عام 1981 بعد أن قام بمراجعة تنبؤ برادي-سبينس بأنه كان «غير مقتنع بالصلاحية العلمية» للتنبؤ، و«لم يُعرَض أي شيء في معطيات الزلازل المراقبة، أو في النظرية كما قُدِّمت، وهذا زود فحوًا لأوقات التنبؤ ومواقع وحجم الزلازل.» وذهبت للقول بأنه مع وجود احتمالية لزلازل أكبر في أوقات التنبؤ، إلا أنَّ تلك الاحتمالية كانت منخفضة، ونصحت ب«عدم إعطاء التنبؤ أي اعتبار جديِّ».
نقح برادي تكهناته بعد ذلك، غير منزعج، مصرحًا بأنه سيكون هنالك على الأقل ثلاثة زلازل في أو تقريبًا في 6 تموز، 18 آب وفي 24 أيلول عام 1981، مما قاد أحد موظفي هيئة المسح الجيولوجي الأمريكية (يو أس جي أس) إلى التذمر: «إذا سُمِح له بالاستمرار بلعب هذه اللعبة ... فإنه أخيرًا سيحصل على النجاح وسوف تعتبر نظرياته سارية المفعول من قبل العديدين».
أعلن في 28 حزيران (وهوالتاريخ المأخوذ على مدى واسع كتاريخ أول زلزال متنبئ به)، بأنَّ «سكان ليما مرت بيوم أحد هادئ». العنوان الرئيسي لإحدى الصحف البيروية كان:«لا شيء حدث».
قام برادي في شهر تموز بسحب تنبؤاته بصورة رسمية على أساس أنَّ الفعالية الزلزالية المسبقة لم تحدث. تقدر الخسائر الاقتصادية الناشئة عن السياحة أثناء هذه الواقعة بحوالي مائة مليون دولار.

### 1985-1993: باركفيلد، الولايات المتحدة (باكون-ليند)
كان «اختبار التنبؤ بحدوث زلزال باركفيلد» من أقصى تنبؤات الزلازل المبشرة أبدًا. كان التنبؤ معتمدًا على ملاحظة إنَّ قسم باركفيلد من صدع سان أندرياس يتكسر بصورة منتظمة بواسطة زلزال متوسط بحوالي 6 متر كل عدة قرون: 1857، 1881، 1901، 1922، 1934 وعام 1966. وعلى وجه الخصوص، وضح كل من باكون وليند بانه عند استبعاد زلزال عام 1934، فان هذه الزلازل سوف تحدث مرة كل 22 عامًا، ± 4.3 عام. وعند حسابهم من عام 1966، فإنهم تنبؤوا وبنسبة 95% بفرصة حدوث الزلزال القادم في عام 1988 أو في عام 1993 كحدٍ أقصى. قيّم المجلس القومي الأمريكي لتقييم تنبؤ الزلازل (أن إي بِّي إي سي) هذا التنبؤ ووافق عليه. بناءًا على ذلك أسست كل من هيئة المسح الجيولوجي الأمريكية وولاية كاليفورنيا أحد «أكثر شبكات أجهزة المراقبة تطورًا وكثافة في العالم»، جانب منها لتمييز أي سوابق عند قدوم الزلزال. ارتفاع الثقة كان عاليًا والذي كان كافيلًا لعمل خطط مسهبة لتحذير سلطات الطوارئ فيما لو كانت هنالك إشارات لزلزال على وشك الحدوث. بكلمات الإيكونومست: «لم يضع كمين بحذر أكثر لحدثٍ مثل هذا أبدًا».
أتى عام 1993 ومر بدون تحقق التنبؤ. أخيرًا حدث زلزال 6 متر في قسم باركفيلد من الصدع، بتاريخ 28 أيلول من عام 2004، ولكن بدون تنبيه مسبق أو سوابق جلية. على الرغم من أنَّ تجربة الإمساك بزلزال تعتبر من قبل العديد العلماء تجربة ناجحة، كان هذا التنبؤ فاشلًا لأن الحدث النهائي تأخر لمدة عقد.

### 1983-1995: اليونان فِّي أي أن
في عام 1981، ذكرت مجموعة «فِّي إيه أن» والتي ترأس من قبل بانايوتيس فَّاروتسوس، بأنها إكتشفت علاقة بين الزلازل وبين الإشارات الزلزالية الكهربائية (أس إي أس) (SES). وقدَّموا في عام 1984 جدولًا يتكون من 23 زلزالًا ضمن الفترة من 19 كانون الثاني لعام 1983 إلى 19 أيلول لعام 1983، ومنه زعموا بأنهم تنبؤوا بحدوث 18 زلزال بنجاح. تبعت هذا الجدول جداول أخرى، منها إدعائهم في عام 1991 بتنيؤ ستة من أصل سبعة زلازل بقوة (5.5 < Ms) خلال الفترة من 1 نيسان عام 1987 وحتى 10 آب 1989، أو خمسة من أصل سبعة زلازل بقوة (5.3 < Ms) في الفترة المتداخلة لها بين 15 آيار 1988 وحتى 10 آب 1989، نشروا في عام 1996 «موجزًا يشمل كل تنبؤاتهم المنشورة من الأول من كانون الثاني لعام 1987 ولغاية 15 حزيران لعام 1995»، مساويًة إلى 94 تنبؤ. وبمطابقته مع قائمة «كل الزلازل بقيمة أم أس (إيه تي أتش)» وضمن الحدود الجغرافية التي تشمل معظم اليونان، تم أيجاد جدول يضم 14 زلزالًا كان من الواجب عليهم تنبؤ حدوثها. وبذلك فهم يدعون بعشر تنبؤات ناجحة وبمعدل نجاح يصل إلى 70%، ولكن مع معدل إنذار خاطئ يصل إلى 89% أيضًا. إنتقدت تنبؤات فِّي إيه أن لأسباب متنوعة، منها كونها مستحيلة من الناحية الجيوفيزيائية، «مبهمة وغامضة»، تلك التنبؤات لم تقم بتعيين النوافذ ولم توضح أبدًا تاريخ انتهاء الزلزال بشكل جلي ولذلك لم تقم فِّي إيه أن بعمل توقعات للزلزال في الأصل، الضعف في إرضاء معايير التنبؤ والتعديل المبق للمعلمات. إعترض عليه أيضًا لأنه لا يمكن لأحد «أن يعلن بكل ثقة، بإستثناء المصطلحات الأكثر عمومية، ما إفترضته فِّي إيه أن، لأن واضعيها لم يقدموا بتقديم تشكيل كامل لها في أي مكان.»
عرضت مراجعة انتقادية لحالات يبلغ عددها 14 إدَّعت فِّي أي أن 10 نجاحات منها إنَّ حالة واحدة فقط حدث فيها زلزال ضمن معلمات التنبؤ. وفقًا لموليجيا وجاسبريني، فإنَّ تنبؤات فِّي إيه أن لم تفشل في القيام بعمل أفضل من الصدفة فقط، وإنما تعرض «ترابطًا أفضل بكثير مع الأحداث التي جرت قبلها». وجدت مراجعات مبكرة أخرى إنه عند تقييم نتائج فِّي إيه أن مع معلمات محددة، فإنها ستكون ذات مغزى إحصائي. لخص كلا الرأيين الأيجابي والسلبي لتنبؤات فِّي إيه أن من هذه الفترة في كتاب صدر عام 1996 باسم «مراجعات انتقادية ل فِّي إيه أن» الذي حررمن قبل السير جيمس ليثيل وفي مسألة مناظرة قدمت من قبل مجلة أدب البحث الجيوفيزيائي (the journal Geophysical Research Letters) والتي تناولت التركيز على المغزى الإحصائي لطريقة فِّي إيه أن. أتيحت الفرصة لشبكة فِّي إيه أن للإجابة على منتقديها في منشورات تلك المراجعات. راجعت آي سي إي أف في عام 2011 مناظرة عام 1996 واستنتجت أنَّ القابلية التفاؤلية لتنبؤات أس إي أس التي تم إدعاؤها من قبل فِّي إيه ألا يمكن تأييدها. إنَّ المعلمات الكبيرة وغير المحددة للتنبؤ هي المسألة الحاسمة، إلى درجة أنَّ بعض المنتقدين يزعمون بإنها ليست تنبؤات، ولا يجب تمييزها على إنها كذلك. ظهر الكثير من الخلاف مع فِّي إيه أن من هذا الفشل في تحديد معلمات التنبؤ بشكل مناسب. تشمل بعض من برقياتهم تنبؤات بحدثين مختلفين للزلزال، مثل (عادةً) تنبؤ لأحد الزلازل عند 300 كم «شمال غرب» أثينا، وآخر عند 240 كم «غرب» أثينا بقوة 5.3 و5.8، وبدون حد زمني.
خالفت فِّي إيه أن الإستنتاجات «المتشائمة» لمنتقديها، لكنهم لم يرجعوا في قرارهم. كان قد اقترح بإنَّ فِّي إيه أن قد فشلت في حساب تجمع الزلازل، أو أنهم فسروا بياناتهم بصورة مختلفة خلال الفترات الزمنية للفعالية الزلزالية الأكبر.
إنتُقِدَت فِّي إيه أن في عدَّة مناسبات لتسببها بهلع شعبي واضطراب واسع الانتشار. وقد تفاقم الأمر بسبب توسع تنبؤاتهم، والتي غطت مساحات كبيرة من اليونان (تصل إلى 240 كم، وفي كثير من الأحيان تكون لأزواج من المساحات)، تأثرت بالواقع مساحات أكبر بكثير بالزلزال من الحجوم المتنبؤ بها (عادًة عبر عشرات من الكيلومترات). حجوم الزلازل واسعة بصورة متشابهة: يمثل الحجم المتنبئ بمقدار "6.0" مدى من بداية الحجم 5.3 إلى الحجم 6.7 المدمر على مدى واسع. بالارتباط مع النوافذ الزمنية المتوسطة لشهر أو أكثر، فان مثل هذه التنبؤات «لا يمكن إستخدامها بصورة عملية» لتقدير المستوى الملائم من الإستعداد، سواء لاختصار الدور الاجتماعي المعتاد، أو حتى لنشر تنبيهات عامة. وكنموذج على ورطة موظفون عموميون بارزون: أروي انه في عام 1995 قام البروفيسور فارتوسوس بتقديم شكوى إلى المدعي العام ضد المسؤلون الحكوميون متهمًّا إياهم بإلاهمال لعدم الاستجابة لتنبؤه المقترح لحدوث الزلزال. روي عن مسؤل حكومي قوله بان «تنبؤ فِّي إيه أن لم تكن له أي منفعة» ذلك إنها غطت ثلثي مساحة اليونان.